# Aplastodiscus ibirapitanga
Aplastodiscus ibirapitanga är en groddjursart som först beskrevs av Cruz, Pimenta och Débora Leite Silvano 2003.  Aplastodiscus ibirapitanga ingår i släktet Aplastodiscus och familjen lövgrodor. IUCN kategoriserar arten globalt som livskraftig. Inga underarter finns listade i Catalogue of Life.